# Bungala
La Bungala est une rivière située sur la péninsule Fleurieu dans l'État australien d'Australie-Méridionale.

## Histoire
Le nom de la rivière est dérivé d'un nom aborigène adopté pour une maison construite sur la section 1 171 du Hundred de Yankalilla par Eli Butterworth dans les années 1860. Lui et son frère John possédaient et exploitaient un moulin à farine à vapeur sur un terrain adjacent.

## Description
La rivière prend sa source dans la basse vallée de l'Inman et coule généralement vers le nord-ouest à travers la péninsule Fleurieu, à travers un environnement principalement agricole et se déverse dans le golfe Saint-Vincent. La Bungala coule au-delà de la ville de Yankalilla et se jette dans la baie de Yankalilla, une partie du golfe de Saint-Vincent, près de Normanville. La rivière descend de 225 mètres sur son parcours de 13 kilomètres.
Les zones humides entourant la rivière sont classées comme zones humides saumâtres, l'estuaire ayant également un système de zones humides saumâtres et des dunes côtières le long de la bande côtière voisine.
Le Yankalilla Bay Catchment Action Group et le Normanville Heritage Sand Dune Rehabilitation Group sont des groupes environnementaux visant à préserver et à restaurer l'état naturel de la rivière, tout en maintenant son utilisation par la communauté environnante. Ces derniers concernent principalement Yankalilla et d'autres sections intérieures du fleuve, et les premiers concernent l' estuaire et la section côtière du fleuve.